# Dicranomyia (Glochina) transsilvanica
Dicranomyia (Glochina) transsilvanica is een tweevleugelige uit de familie steltmuggen (Limoniidae). De soort komt voor in het Palearctisch gebied.